# (14400) Baudot
(14400) Baudot ist ein Asteroid des Hauptgürtels, der am 16. November 1990 vom belgischen Astronom Eric Walter Elst am La-Silla-Observatorium (IAU-Code 809) der Europäischen Südsternwarte in Chile entdeckt wurde.
Der Asteroid wurde nach dem französischen Ingenieur und Erfinder Jean-Maurice-Émile Baudot (1845–1903) benannt, der 1870 den nach ihm benannten Baudot-Code für die telegrafische Übertragung entwickelte.